# Mulgrave (del av en befolkad plats)
Mulgrave är en del av en befolkad plats i Australien. Den ligger i kommunen Monash och delstaten Victoria, omkring 24 kilometer sydost om delstatshuvudstaden Melbourne. Antalet invånare är 17 647.
Runt Mulgrave är det tätbefolkat, med 819 invånare per kvadratkilometer.. Närmaste större samhälle är Berwick, omkring 18 kilometer sydost om Mulgrave.
Runt Mulgrave är det i huvudsak tätbebyggt. Genomsnittlig årsnederbörd är 1 244 millimeter. Den regnigaste månaden är juli, med i genomsnitt 140 mm nederbörd, och den torraste är januari, med 49 mm nederbörd.